# Пемферовые
Пемферовые, или большеглазовые (лат. Pempheridae), — семейство морских лучепёрых рыб отряда окунеобразных (Perciformes). Распространены в тропических и тёплых умеренных водах всех регионов, кроме восточной части Атлантического океана. Морские, изредка солоноватоводные рыбы. В состав семейства включают два рода и 81 вид.

## Описание
Тело высокое, ромбообразное, сжато с боков. Глаза очень большие, без жирового века. Рыло короткое. Рот косой с мелкими, загнутыми зубами конической формы. Окончание верхней челюсти не заходит за вертикаль, проходящую через середину глаза. Предглазничная кость гладкая. Жаберные тычинки хорошо развиты, длинные, на первой жаберной дуге 25—31 тычинка. Короткий спинной плавник с 6 колючими и 9—10 мягкими лучами расположен немного впереди от середины тела. Анальный плавник низкий, с длинным основанием, в 3 колючими и 35—48 мягкими лучами. Короткие брюшные плавники с одним колючим и 5 мягкими лучами. Хвостовой плавник раздвоенный. Боковая линия с 40—82 чешуйками, заходит на хвостовой плавник. Позвонков 25, из них 10 туловищных и 15 хвостовых. Пилорических придатков 9—10. У некоторых видов есть люминесцирующие органы. У Pempheris compressa отсутствует плавательный пузырь.
Максимальная длина тела у представителей разных видов варьирует от 4 до 28 см.

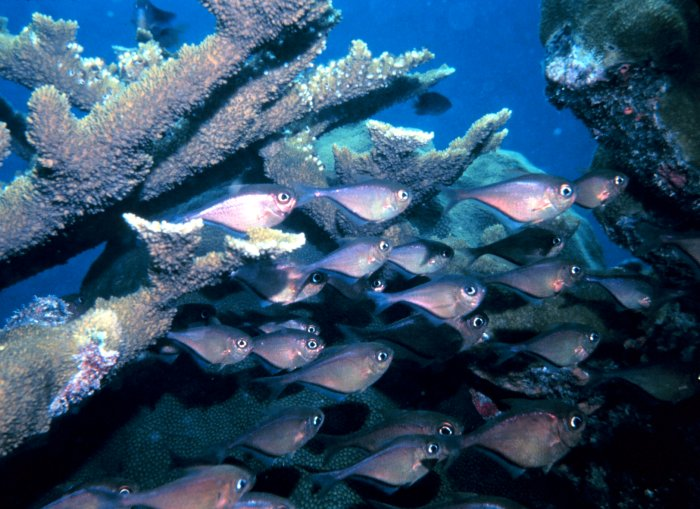
Стайка Pempheris schomburgkii

## Распространение и образ жизни
Распространены в тропических и субтропических районах Индо-Тихоокеанской области и западной части Атлантического океана. Обитают на мелководье (менее 100 м), обычны на коралловых рифах. Некоторые виды заходят в эстуарии. В течение дня часто встречаются большими стаями в пещерах, под уступами рифов или на защищенных участках; ночью распределяются в толще воды и питаются зоопланктоном (ракообразные и полихеты).

## Классификация
В состав семейства включают 2 рода с 81 видом:
- Parapriacanthus Steindachner, 1870 — Параприакантусы[1]. 11 видов[8]
- Pempheris Cuvier, 1829 — Большеглазы (рыбы)[1].  70 видов